# Erik Bent Svendlund
Erik Bent Svendlund (Født 10. september 1931, død 26. marts 2010) var en dansk teaterinstruktør, journalist og forfatter.
Han var kendt i det fynske teaterliv, hvor han blandt andet var stifter af Fame-skolen i Odense, og instruerede Frøbjerg Festspil, Nyborg Voldspil samt H.C. Andersen-festspillene i Den Fynske Landsby. .